# Comuna Sîceavka, Lîmanskîi
Sîceavka (în ucraineană Сичавка) este o comună în raionul Kominternivske, regiunea Odesa, Ucraina, formată din satele Koșarî și Sîceavka (reședința).

## Demografie
Componența lingvistică a comunei Sîceavka
     Ucraineană (89,8%)
     Rusă (9,29%)
     Alte limbi (0,85%)
Conform recensământului din 2001, majoritatea populației comunei Sîceavka era vorbitoare de ucraineană (89,8%), existând în minoritate și vorbitori de rusă (9,29%).